# Улица Сурганова (Минск)

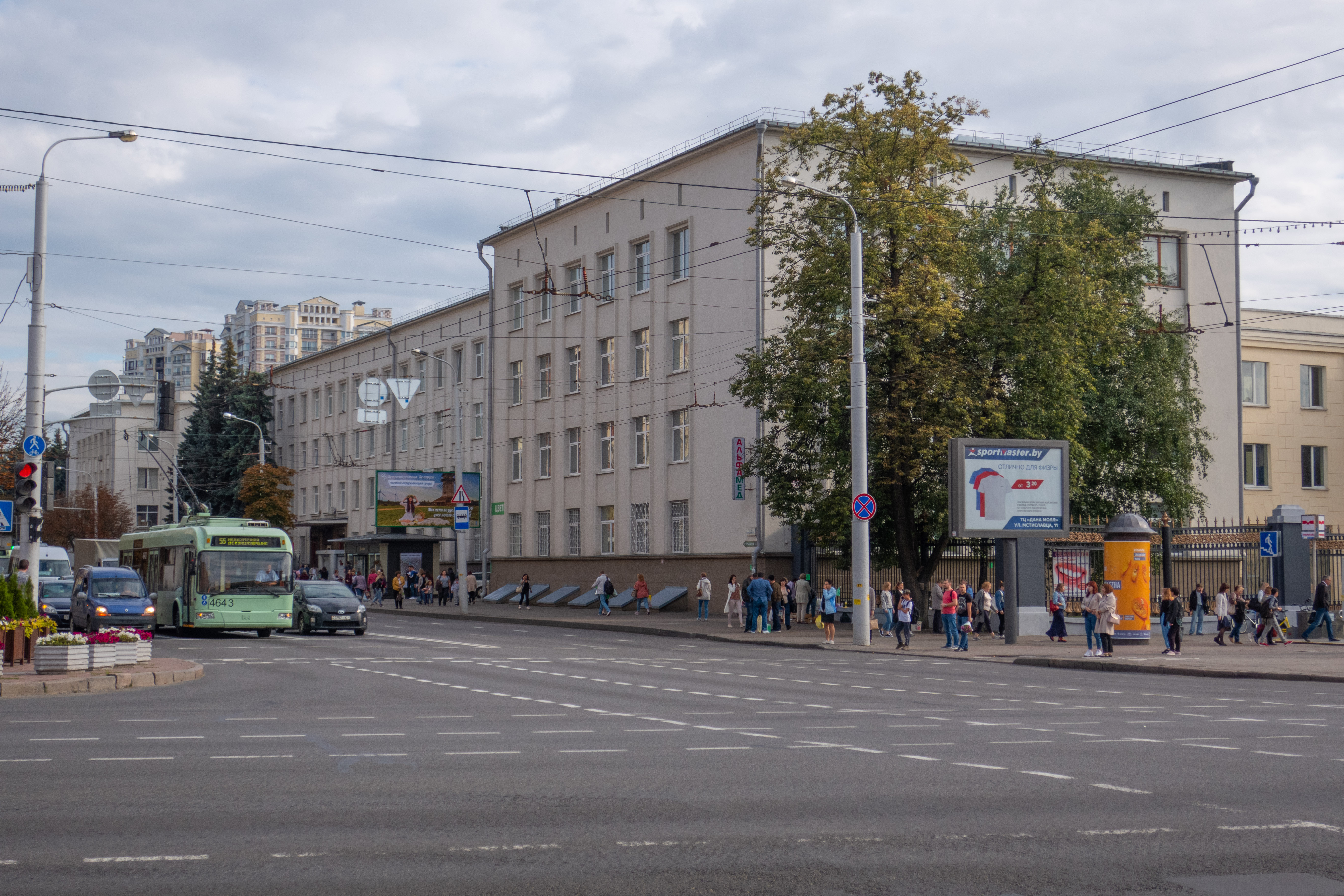
Улица Сурганова на пересечении с проспектом Независимости. Виден один из бывших корпусов института физики Национальной академии наук Беларуси (Сурганова, 17 / Независимости, 70)

Улица Сурга́нова (бел. Вуліца Сурганава) — улица в Минске (в Первомайском и Советском районах), одна из важнейших транспортных артерий города. Названа в честь подпольщика и Председателя Верховного Совета БССР Фёдора Сурганова.

## Описание
Улица начинается на перекрёстке улиц Академической и Платонова возле Ботанического сада, ориентируясь строго на север. Через 350 метров улица немного отклоняется к северо-западу, на перекрёстках с проспектом Независимости и улицей Кузьмы Чорного дважды отклоняется дальше на северо-запад. На перекрёстке с улицей Якуба Коласа смещается на несколько метров к западу, сохраняя прежнее направление. Далее улица Сурганова пересекается с улицами Куйбышева — Леонида Беды и заканчивается пересечением с улицей Максима Богдановича на площади Бангалор. Продолжение улицы на запад — улица Орловская. В начале 1980-х годов улица продолжалась на несколько сот метров далее на запад, до перекрёстка с улицей Лили Карастояновой.

## История
Улица располагается северо-восточнее центра Минска, до начала XX века здесь не было регулярной застройки. Первые здания на улице появились в конце 1920-х, до 1932 года действовала узкоколейная железная дорога по доставке торфа на первую городскую электростанцию. Одним из первых капитальных строений стал конструктивистский Дом печати на углу Сурганова и Советской (сейчас — проспект Независимости), построенный в 1935 году.
Участок с запада до улицы Якуба Коласа назывался улицей Богдана Хмельницкого (в настоящее время она проходит параллельно улице Сурганова на некоторых участках), другая часть современной улицы была известна как Типографская. В 1977 году переименована в честь подпольщика, партийно-государственного деятеля Фёдора Анисимовича Сурганова (1911—1976).
Активная застройка участка от улицы Якуба Коласа до Максима Богдановича началась с начала 1970-х годов. В конце 1970-х годов по индивидуальному проекту были построены дома со специальными студиями № 42 (известный как «Дом художников» и «Дом учёных» — квартиры получили не только художники, но и преподаватели расположенного поблизости Белорусского политехнического института) и № 44. В 1980 году на пересечении с улицей Беды был открыт крупный для своего времени магазин «Рига» (архитекторы Е. Дятлов, А. Желдаков), по названию которого квартал получил неофициальное название. С 1979 года началась застройка квартала между улицами Горького (сейчас — Богдановича), Некрасова, Беды и Сурганова крупнопанельными домами серий М-464, М111-90 и М-335. На улице Сурганова с использованием типовых серий жилых домов были созданы композиции переменной этажности с несколькими высотными (16 этажей) акцентами (архитекторы Л. Клицунова, М. Шавельзон, Н. Обухова), в пристроенных помещениях разместились социально-культурные и бытовые объекты.
В начале 1980-х годов улицу Сурганова намеревались превратить в магистраль непрерывного движения, а под Ленинским проспектом (сейчас — проспект Независимости) построить автомобильный тоннель.

## Современное состояние
Долгое время на нечётной стороне от пересечения с улицей Якуба Коласа до площади Бангалор существовало незастроенное пространство шириной около 100 м, где некоторое время сохранялись дома частного сектора. В 1990-е — 2000-е годы там были возведены торговые и бизнес-центры «НЛО», «Сурганова 41», «Европа», «Зебра», филиал 514 Беларусбанка, медицинский центр «Нордин», ресторан McDonald’s.
Последний по порядку дом по нечётной стороне — № 63 (McDonald’s), по чётной — № 88.

### Основные здания
начало улицы
- Сурганова 1 — высотный корпус НАН Беларуси[2];
- Сурганова 2А — Дворец водного спорта;
- Сурганова 6 — Объединенный институт проблем информатики НАН Беларуси (ранее — институт технической кибернетики)[2];
- Сурганова 9 — Институт общей и неорганической химии НАН Беларуси[2];
- Сурганова 11 — Институт математики НАН Беларуси[2];
- Сурганова 13 — Институт физико-органической химии НАН Беларуси[2];

перекрёсток с проспектом Независимости
- Сурганова 8 / Независимости 76 — жилой дом с магазином «Академкнига»[2][8];
- Сурганова 12 / Независимости 81 — Белорусская государственная академия искусств[2];
- Сурганова 17 — один из корпусов Института физики им. Б. И. Степанова НАН Беларуси[2];
- Сурганова 19 — Дом печати.

вторая половина улицы
- Сурганова 14, 14А — корпуса Белорусской государственной академии искусств;
- Сурганова 18 — общежитие Минского государственного политехнического колледжа;
- Сурганова 28 — дорожный проектный институт «Белгипродор[бел.]»;
- Сурганова 37, 45, 47 (по нечётной стороне) — комплекс студенческих общежитий Белорусского национального технического университета[2], межуниверситетская студенческая поликлиника № 33;
- Сурганова 42 и 44 — «Дом учёных» или «Дом художников»;
- Сурганова 50 — универсам «Рига».

## Транспорт

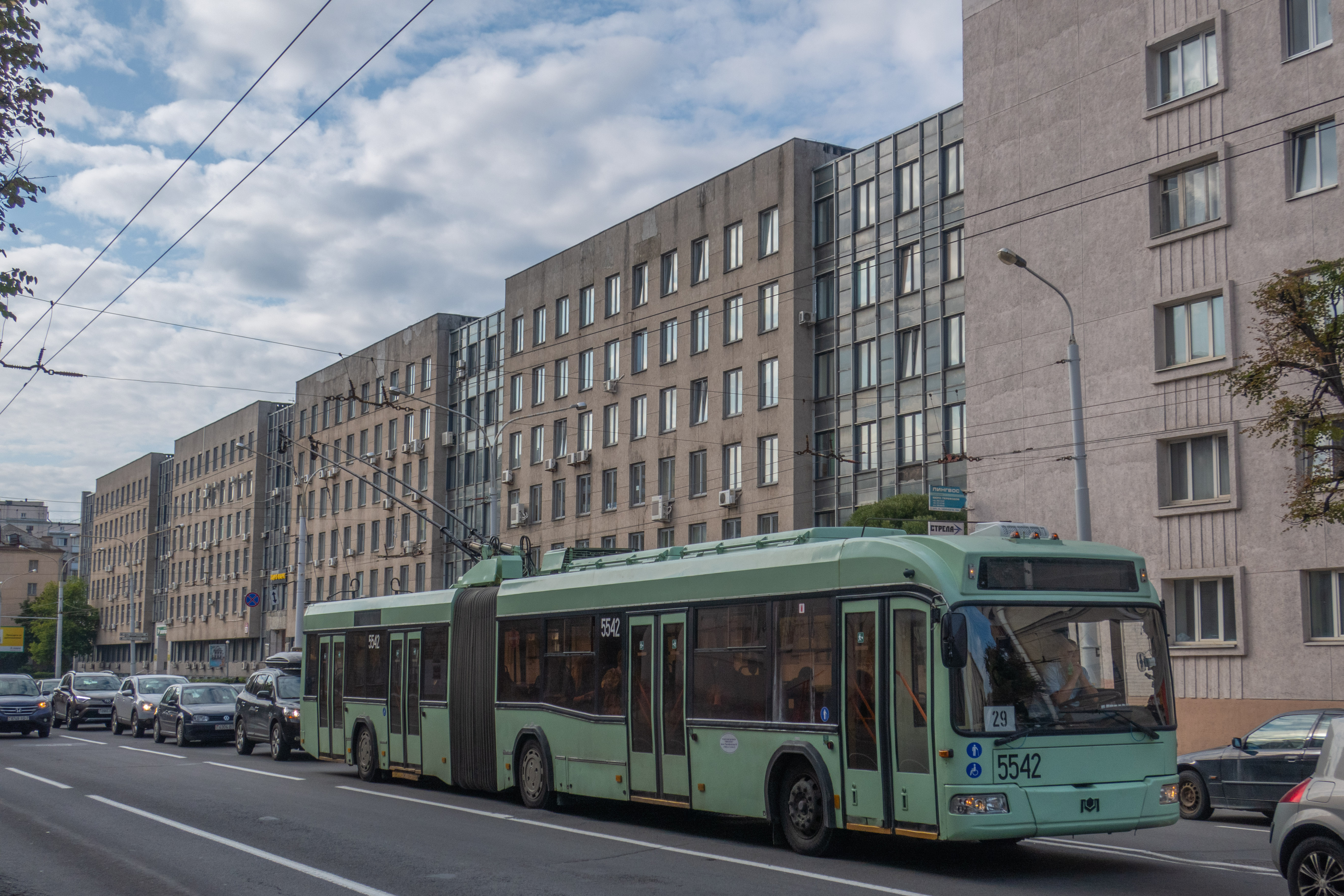
Троллейбус на маршруте 29 перед поворотом на улицу Кузьмы Чорного

Поскольку улица является частью второго транспортного кольца, на всём её протяжении — интенсивное движение общественного транспорта.
На пересечении с проспектом Независимости расположена станция метро Академия наук, одна из самых загруженных в Минском метрополитене. На площади Бангалор намечается строительство станции третьей линии метрополитена. В отдалённой перспективе на всём протяжении улицы Сурганова под ней пройдёт четвёртая линия метро, хотя рассматривается и возможность сооружения именно этого отрезка параллельно со строительством новой очереди третьей линии. Количество станций четвёртой линии на улице неясно: на некоторых схемах проектировщиков станция на пересечении с улицей Якуба Коласа отсутствует.
По состоянию на август 2019 года непосредственно по улице следуют маршруты общественного транспорта:
- Автобусы — 20с, 37, 59;
- Экспрессные автобусы — 76э, 89э;
- Троллейбусы — 12, 29, 33, 34, 35, 37, 38, 54, 55, 61, 92.

Троллейбусные маршруты 33, 34, 55, 92 и автобус 76э проходят всю улицу целиком. Кроме того, на остановках возле площади Бангалор находятся конечные пункты для нескольких пригородных маршрутов. По улице также следуют несколько городских маршрутных такси. Несколько маршрутов общественного транспорта следует по перпендикулярным улицам, в том числе по улице Якуба Коласа пролегает трамвайная линия.

## Ссылка
- Их именами названы улицы: Сурганаў Фёдар Анісімавіч, Официальный сайт Советского района  (бел.)